# Eleutherodactylus wetmorei
Eleutherodactylus wetmorei är en groddjursart som beskrevs av Cochran 1932. Eleutherodactylus wetmorei ingår i släktet Eleutherodactylus och familjen Eleutherodactylidae. IUCN kategoriserar arten globalt som sårbar. Inga underarter finns listade i Catalogue of Life.